# Ashtown Castle
L'Ashtown Castle è una costruzione fortificata situata in Irlanda, nel Phoenix Park a nordovest di Dublino. Risale probabilmente al XV secolo, sebbene la costruzione originaria sia stata numerose volte rimaneggiata nel corso dei secoli. Fu ritrovato a seguito della demolizione di un edificio di più recente costruzione, utilizzato dal Nunzio apostolico fino al 1978.

## Storia
Le sue origini sono molto antiche in quanto è stato possibile datare la sua costruzione originaria al 1430 circa, in quanto le sue dimensioni sono conformi a una normativa che vigeva in quella data e che offriva 10 sterline a colui che erigeva un castello per la propria sicurezza.
Successivamente, nel 1782, il castello fu incorporato nella costruzione dell'Ashtown Lodge, utilizzato come residenza ufficiale del Sottosegretario. Quando poi vi fu trasferito il Nunzio Apostolico nel 1978 la struttura fu considerata irreparabile per gravi infiltrazioni; a seguito della sua demolizione, i resti dell'antico castello furono ritrovati tra le macerie.
Il castello è quindi del XV secolo ma è stato poi restaurato e oggi fa parte di uno dei parchi recintati più grande del mondo, il Phoenix Park.

## Galleria d'immagini

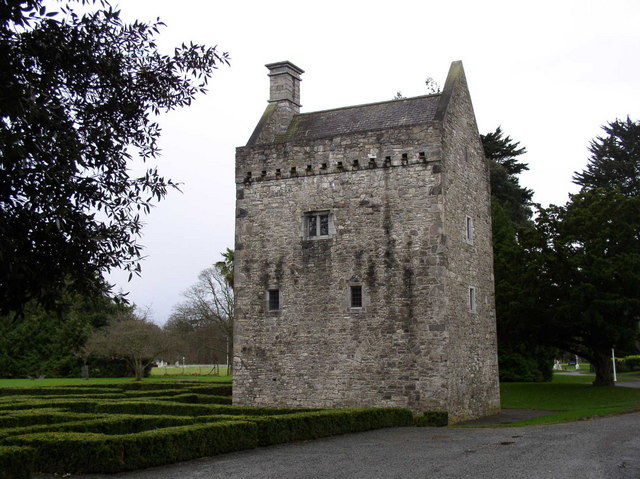
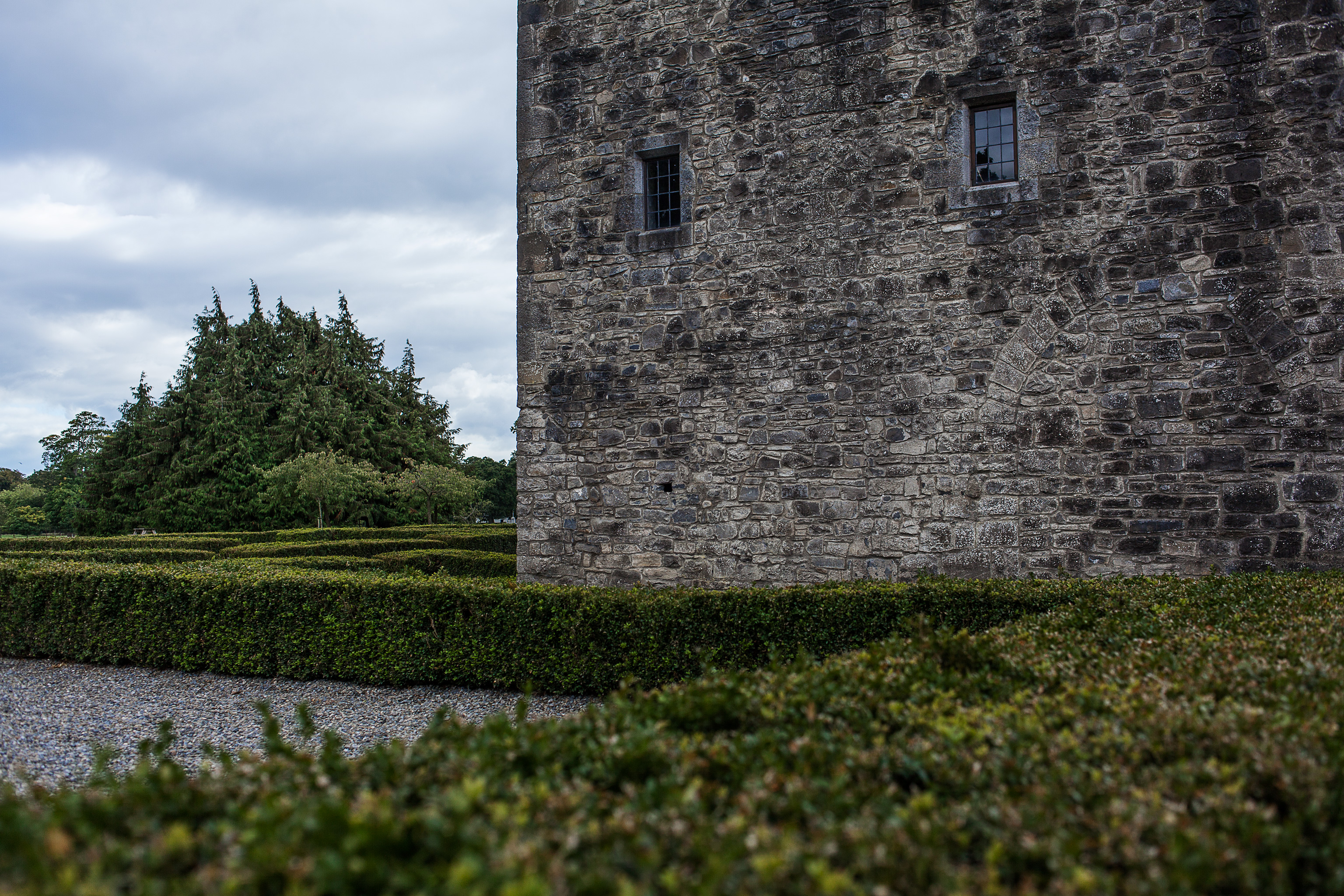
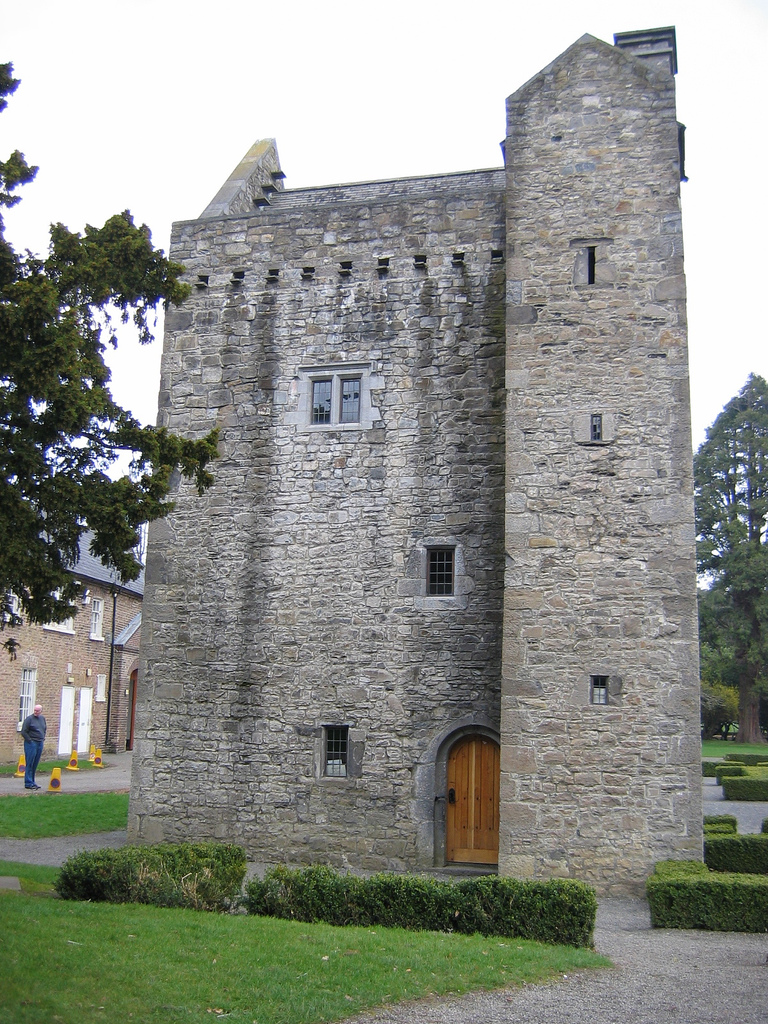